# Зайцови
Зайцови (Leporidae) е семейство бозайници от разред Зайцевидни (Lagomorpha).
Представителите на семейство Зайцови се разделят на около 10 рода с приблизително 50 вида. Разпространени са почти в целия свят, като в някои райони, като Австралия и Нова Зеландия, са интродуцирани от човека. В България се срещат два вида - див заек (Lepus europaeus) и заек подземник (Oryctolagus cuniculus). Някои разновидности на заека подземник се отглеждат като домашни животни (вижте питомен заек).
Тялото е дълго до 74 cm и е покрито с дълга мека козина, която може да бъде сива до кафява и черно-кафява. При някои видове през зимата козината е по-светла или напълно бяла. Задните крайници са удължени, с гъста и твърда козина по долната страна. Ушите са дълги, а опашката е къса, но обикновено е добре забележима. Очите им са големи, а нощното им зрение е добро, което се дължи на активността им нощем или по здрач.

## Класификация
Семейство Leporidae
- Род Pentalagus
  - Pentalagus furnessi, Амами заек
- Род Bunolagus
  - Bunolagus monticularis
- Род Nesolagus
  - Nesolagus netscheri
  - Nesolagus timminsi
- Род Romerolagus
  - Romerolagus diazi, Вулкански заек, безопашат заек
- Род Brachylagus
  - Brachylagus idahoensis, Айдахски заек
- Род Sylvilagus
  - Подрод Tapeti
    - Sylvilagus aquaticus
    - Sylvilagus brasiliensis
    - Sylvilagus dicei
    - Sylvilagus insonus
    - Sylvilagus palustris
    - Sylvilagus varynaensis

  - Подрод Sylvilagus
    - Sylvilagus audubonii
    - Sylvilagus cognatus
    - Sylvilagus cunicularis
    - Sylvilagus floridanus
    - Sylvilagus graysoni
    - Sylvilagus nuttallii
    - Sylvilagus obscurus
    - Sylvilagus robustus
    - Sylvilagus transitionalis

  - Подрод Microlagus
    - Sylvilagus bachmani
    - Sylvilagus mansuetus
- Род Oryctolagus
  - Oryctolagus cuniculus, Заек подземник
- Род Poelagus
  - Poelagus marjorita, Африкански заек
- Род Pronolagus
  - Pronolagus crassicaudatus
  - Pronolagus randensis
  - Pronolagus rupestris
  - Pronolagus saundersiae
- Род Caprolagus
  - Caprolagus hispidus, Острокозинест заек
- Род Lepus, Зайци
  - Подрод Macrotolagus
    - Lepus alleni

  - Подрод Poecilolagus
    - Lepus americanus

  - Подрод Lepus
    - Lepus arcticus
    - Lepus othus
    - Lepus timidus, снежен заек

  - Подрод Proeulagus
    - Lepus californicus, Калифорнийски заек
    - Lepus callotis
    - Lepus capensis
    - Lepus flavigularis
    - Lepus insularis
    - Lepus saxatilis
    - Lepus tibetanus
    - Lepus tolai, заек толай

  - Подрод Eulagos
    - Lepus castrovieoi
    - Lepus comus
    - Lepus coreanus, Корейски заек
    - Lepus corsicanus
    - Lepus europaeus, Див заек
    - Lepus granatensis
    - Lepus mandschuricus
    - Lepus oiostolus
    - Lepus starcki, Етиопски заек
    - Lepus townsendii

  - Подрод Sabanalagus
    - Lepus fagani
    - Lepus microtis, Саванен заек

  - Подрод Indolagus
    - Lepus hainanus
    - Lepus nigricollis, Индийски заек
    - Lepus peguensis, Бирмански заек

  - Подрод Sinolagus
    - Lepus sinensis

  - Подрод Tarimolagus
    - Lepus yarkandensis

  - Подрод incertae sedis
    - Lepus brachyurus
    - Lepus habessinicus
- Род †Serengetilagus
  -     - †Serengetilagus praecapensis